# 巴西涅
巴西涅（法語：Bassigney，法語發音：[basiɲɛ]）是法国上索恩省的一个市镇，属于吕尔区。

## 地理
巴西涅（47°48'59"N, 6°10'52"E）面积6.18 平方千米，位于法国勃艮第-弗朗什-孔泰大區上索恩省，该省份为法国东部内陆省份，北起顺时针与孚日省、贝尔福地区省、杜省、汝拉省、科多尔省和上马恩省接壤。
与巴西涅接壤的市镇（或旧市镇、城区）包括：当皮埃尔莱孔夫朗、布吉尼翁莱孔夫朗、朗泰讷河畔孔夫朗。

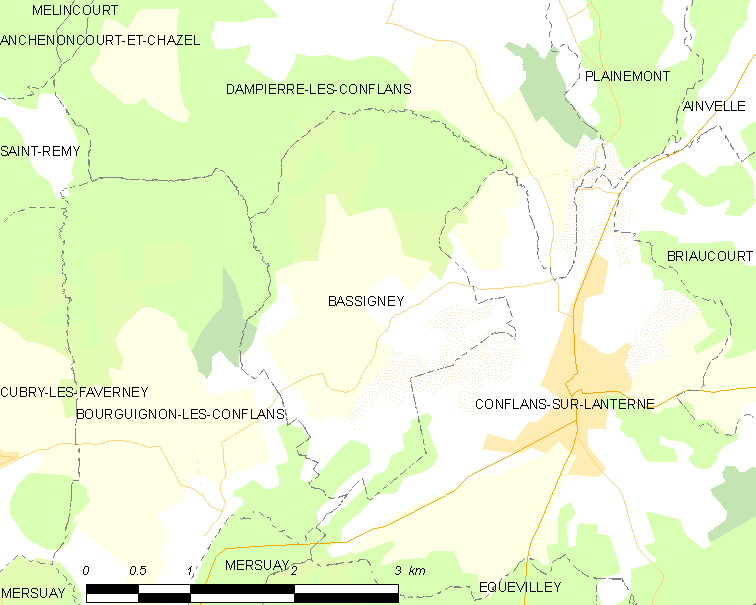
巴西涅的OSM定位图

巴西涅的时区为UTC+01:00、UTC+02:00（夏令时）。

## 行政
巴西涅的邮政编码为70800，INSEE市镇编码为70052。

## 政治
巴西涅所属的省级选区为索恩港县。

## 人口

1962-2008年间巴西涅人口变化图示

巴西涅于2022年1月1日时的人口数量为121人。